# Takeo Hoshina
Takeo Hoshina (japanska: 保科 武雄?, Hoshina Takeo), född Takeo Yazawa (japanska: 矢沢 武雄?, Yazawa Takeo) 12 oktober 1906 i Takada i nuvarande Jōetsu, Niigata, död 7 oktober 1983, var en japansk längdskidåkare. 
Han deltog under namnet Takeo Yazawa i längdskidåkning vid de olympiska spelen 1928 i Sankt Moritz. Han kom på 27:e plats på 18 kilometer.
Han deltog under namnet Takeo Hoshina i längdskidåkning vid de olympiska spelen 1932 i Lake Placid. Han kom på 17:e plats på 18 kilometer.